# 格雷讷河
格雷讷河（法語：Grêne，亦作，法語發音：[ɡʁɛn]）是法国新阿基坦大区夏朗德省与上维埃纳省的河流，是维埃纳河的左支流，长26.6千米。